# Fernando Colomo
Fernando Colomo est un réalisateur espagnol né le 2 février 1946 à Madrid.

## Filmographie
- 1971 : Sssouffle (court métrage Super 8)
- 1973 : Mañana llega el presidente (court métrage 16 mm.)
- 1974 : En un país imaginario (court métrage)
- 1976 : Usted va a ser mamá (court métrage)
- 1976 : Pomporrutas imperiales (es) (court métrage)
- 1977 : Tigres de papel (ca)
- 1978 : ¿Qué hace una chica como tú en un sitio como éste? (es)
- 1979 : Cuentos eróticos
- 1980 : La mano negra (ca)
- 1982 : Estoy en crisis (es)
- 1983 : La línea del cielo (es)
- 1985 : Le Chevalier du dragon (El caballero del dragón)
- 1987 : La vida alegre
- 1988 : Miss Caribe
- 1988 : Bajarse al moro
- 1991 : Las chicas de hoy en día (es) (série télévisée)
- 1993 : Rosa Rosae
- 1994 : Mi-fugue mi-raisin (Alegre ma non troppo)
- 1995 : L'Effet papillon (El efecto mariposa)
- 1997 : Eso
- 1998 : Les Années volées (Los años bárbaros), avec la participation de l'historien Nicolás Sánchez-Albornoz[1].
- 1999 : Famosos y familia (es) (série télévisée)
- 1999 : Cuarteto de la Habana (es)
- 2001 : Dime que me quieres (es) (série télévisée)
- 2003 : Al sur de Granada
- 2004 : ¡Hay motivo! (es) (segment Mis 40 euros)
- 2004 : Los ochenta (es) (série télévisée)
- 2006 : El próximo Oriente
- 2008 : Rivales (es)
- 2009-2010 : El pacto (es) (série télévisée) (Telecinco)
- 2012 : La banda Picasso
- 2015 : Isla bonita
- 2018 : La tribu (es)
- 2018 : Noches de Rock & Roll (documentaire)
- 2019 : Antes de la quema (es)
- 2020 : Relatos con fin a dos, segment Emparedados
- 2021 : Poliamor para principiantes (es)
- 2021 : Cuidado con lo que deseas (es)